# Colt’s Manufacturing Company
Colt's Manufacturing Company (dřívější jméno Colt's Patent Firearms Manufacturing Company) je americká zbrojovka, založená v roce 1836 konstruktérem zbraní Samuelem Coltem. Od roku 2021 ji vlastní Colt CZ Group.
Po ztrátě armádních kontraktů požádala firma 15. června 2015 o tzv. chráněný úpadek.

## Historie
Roku 1836 získal Samuel Colt patent na první střelnou zbraň a vystavěl první továrnu na tyto zbraně. Roku 1847 začal Colt spolupracovat se Samuelem H. Walkerem na vývoji silnějšího revolveru nazývaného Walker. Společnost Colt získala zakázky na dodávku zbraní americké armádě.
Roku 1867 představil Colt svou zbraň gatlingův kulomet. V témže roce proběhla významná přestavba továrny. Roku 1873 byla uzavřena smlouva o rozsáhlých dodávkách s vládou USA. Byl představen revolver Single Action Army.
Roku 1911 byl Colt 1911 přijat jako standardní střelná zbraň pro všechny americké vojáky.
Roku 1950 byly představeny zbraně z moderních materiálů. Vznikly revolvery typu Cobra a automatické zbraně typu Commander.
Roku 1963 získala společnost zakázku na vládní pušky M16, které byly vylepšenou verzí AR-15.
V roce 2016 byl zakladatel společnosti Samuel Colt uveden do síně slávy národních vynálezců.

## Produkce
- Colt Walker
- Colt Single Action Army (Peacemaker)
- Colt Walker
- Colt Model 1903 Pocket Hammerless
- Colt Model 1908 Pocket Hammerless
- Colt 1911
- Colt Python
- AR-15
- M16
- M4 (karabina)
- Colt 2000